# 上州鴉
『上州鴉』（じょうしゅうがらす）は、昭和26年（1951年）5月25日公開の大映映画。また、瀬川伸の歌った、同名の主題歌。

## あらすじ
信州のある宿場で、大戸の関所を破って以来、姿をくらましていた、お尋ね者の星越の瀧蔵は、故郷を思って、この宿場に投宿していた。
年貢に困って、娘のお光を山形屋藤蔵に身売りした、百姓の佐兵衛は藤蔵から受け取った五十両を、藤蔵の子分に巻き上げられる。瀧蔵は藤蔵を脅迫し、五十両と娘のお光を取り戻すが、そのために身辺が危うくなる。かつて、恩義をかけた信濃屋の板場の亥之とその女房のお吉の居酒屋に匿われる。
亥之は病身のお吉を保養してやりたい一心で疋五郎の賭場へ出かける。しかし、お吉まで質に置く羽目になり、疋五郎からお吉の引渡しを迫られて、亥之は疋五郎を刺してしまう。
山形屋たちが亥之を召し取りに来た時、瀧蔵は身代わりとなって山形屋たちと渡り合う。しかし、お吉の父親である伍助が瀧蔵の召し取りを悲願とする目明しと知った時、瀧蔵は伍助の手柄にさせたく、その手に引かれていった。亥之とお吉は涙で瀧蔵を見送った。

## キャスト
- 星越の瀧蔵：大河内伝次郎
- お吉：水戸光子
- お君：星美千子
- お光：高森和子
- 亥之：本間謙太郎
- 百姓佐兵衛：葛木香一
- 駆け落ちの男：小堀明男
- 駆け落ちの女：美奈川麗子
- 疋五郎：羅門光三郎
- いかさまの紋次：加東大介
- かごや茂十：渡辺篤
- かごや当八：近衛敏明
- 山形屋権蔵：東良之助

## スタッフ
- 監督：冬島泰三
- 原作：三村伸太郎
- 脚本：新藤兼人
- 撮影：竹村康和
- 音楽：上田義三

## 主題歌
- 「上州鴉」（歌・瀬川伸　作詞・山本逸郎　作曲・島田逸平）タイヘイレコードから発売